# Kompaktní dopřádání
Kompaktní dopřádání (angl.: compact spinning, něm.: Kompaktspinnen) je modifikace technologie předení na prstencovém dopřádacím stroji. 

## Princip kompaktního dopřádání
Na konvenčních strojích vychází z průtahového ústrojí tenká stužka vláken, která se vlivem otáček vřetene zakrucuje a z vláken se tvoří příze. Proužek vláken na tomto úseku dostává tvar tzv. přádního trojúhelníku (se stranami o délce cca 5 mm), ve kterém okrajová vlákna podléhají zvýšenému napětí, často se přetrhnou a nebo se spojují jen částečně s ostatními vlákny v přízi.
Na stroji pro kompaktní předení je před výstupem z průtahového ústrojí instalováno zařízení, kterým se zužuje a zhušťuje proužek materiálu tak, že při zakrucování se všechna vlákna stejnoměrně napínají a jsou pevně zachycena do vznikající příze. Zařízení sestává z rotujícího perforovaného bubínku nebo řemínku, přes který se nasává vzduch usměrňující průchod vláken. Systém se dá použít pro dopřádání všech textilních vláken zpracovatelných na prstencových strojích.  

## Vlastnosti kompaktní příze
V kompaktní přízi jsou vlákna rovnoběžněji uložená, pevně zachycená a pevnost jednotlivých vláken je lépe využita. Kompaktní příze oproti konvenčním přízím mají až o 25 % vyšší pevnost a tažnost, jsou stejnoměrnější, měkčí (cca 10 % méně zákrutů), mnohem méně chlupaté, při předení vzniká až o 60 % a při tkaní až o 40 % méně přetrhů.
Kompaktní dopřádání je výhodné zejména pro česané příze jemnější než cca 40 tex. 

## Z historie kompaktního dopřádání
Systém kompaktního dopřádání byl vyvinut v posledních letech 20. století. První stroje použitelné k průmyslové výrobě příze představili v roce 1999 dvě německé a jedna švýcarská strojírna na Světové výstavě textilních strojů v Paříži.
V roce 2014 obnášel podíl kompaktního dopřádání na světové výrobní kapacitě staplových přízí asi 6 % a výroba kompaktní příze dosáhla 3 miliony tun. 